# Lekkoatletyka na Letnich Igrzyskach Olimpijskich 1912 – bieg przełajowy mężczyzn

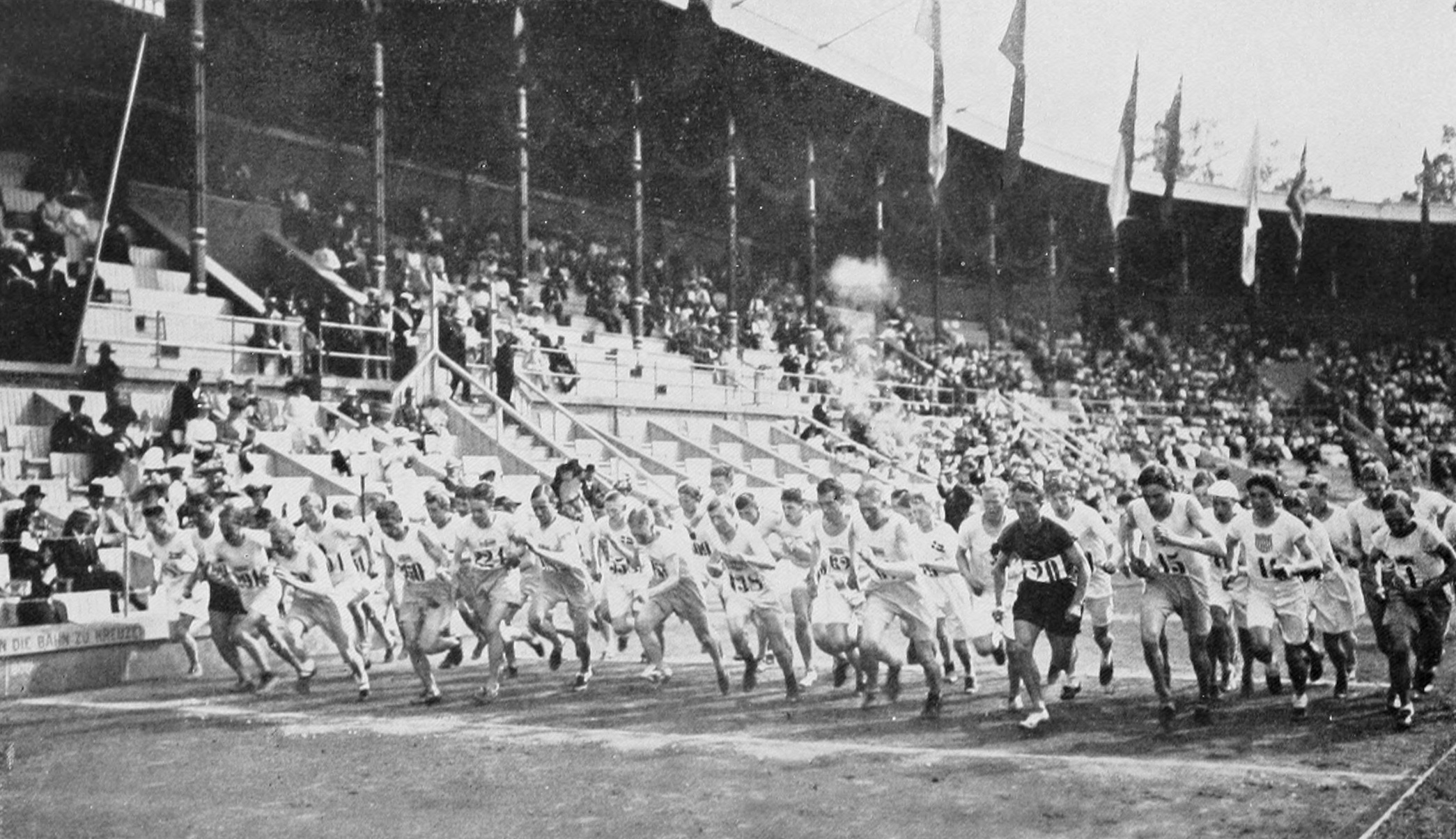
Start biegu

Bieg przełajowy mężczyzn był jedną z konkurencji lekkoatletycznych rozgrywanych podczas V Igrzysk Olimpijskich w Sztokholmie.
Były to pierwsze zawody w biegu przełajowym w historii igrzysk, później rozgrywany był jedynie na igrzyskach w Antwerpii w 1920 roku i na igrzyskach w Paryżu w 1924 roku.
Zawody rozegrano 15 lipca. Dystans liczył około dwunastu kilometrów. Zawodnicy rozpoczynali bieg na stadionie. Po przebiegnięciu ¼ okrążenia opuszczali go, by powrócić tuż przed metą. Po ponownym wbiegnięciu na stadion zawodnicy musieli przebiec jeszcze 1¼ okrążenia. Trasa nie była znana zawodnikom, a wyznaczono ją tuż przed startem za pomocą czerwonych taśm. Była pagórkowata, prowadziła przez las z wieloma naturalnymi przeszkodami. Zawodnicy brytyjscy i z Europy kontynentalnej nie  byli przygotowani na tego rodzaju bieg, czego skutkiem była dominacja zawodników fińskich i szwedzkich.
Międzynarodowe mistrzostwa w biegu przełajowym w 1911 roku wygrał Francuz Jean Bouin, podobnie jak w 1912 i 1913 roku. Lecz Kolehmainen wygrał już na tych igrzyskach biegi na 5000 i 10 000 metrów, co stawiało go na miejscu faworyta. Fin wygrał bieg z przewagą ponad 30 sekund, srebro i brąz zdobyli reprezentanci Szwecji. Bouin nie ukończył biegu.
W rywalizacji wzięło udział 45 biegaczy z dziewięciu reprezentacji.

## Wyniki
| Miejsce | Zawodnik             | Czas         |
| ------- | -------------------- | ------------ |
| 1       | Hannes Kolehmainen   | 45:11,6      |
| 2       | Hjalmar Andersson    | 45:44,8      |
| 3       | John Eke             | 46:37,6      |
| 4       | Jalmari Eskola       | 46:54,8      |
| 5       | Josef Ternström      | 47:07,1      |
| 6       | Albin Stenroos       | 47:23,4      |
| 7       | Ville Kyrönen        | 47:32,0      |
| 8       | Leonard Richardson   | 47:33,5      |
| 9       | Brynolf Larsson      | 47:37,4      |
| 10      | Johan Sundkvist      | 47:40,0      |
| 11      | Viljam Johansson     | 48:03,0      |
| 12      | Harry Hellawell      | 48:12,0      |
| 13      | Klas Lundström       | 48:45,4      |
| 14      | Lauritz Christiansen | 49:06,4      |
| 15      | Frederick Hibbins    | 49:18,2      |
| 16      | Ernest Glover        | 49:53,7      |
| 17      | Bror Fock            | 50:15,8      |
| 18      | Thomas Humphreys     | 50:28,0      |
| 19      | Olaf Hovdenak        | 50:40,8      |
| 20      | Parelius Finnerud    | 51:16,2      |
| 21      | Gustav Carlén        | 51:26,8      |
| 22      | Johannes Andersen    | 51:47,4      |
| 23      | Viggo Petersen       | 53:00,8      |
| 24      | Louis Scott          | 53:51,4      |
| 25      | Väinö Heikkilä       | 54:08,0      |
| 26      | Gerhard Topp         | 54:24,9      |
| 27      | Gregor Vietz         | 54:40.6      |
| 28      | Steen Rasmussen      | 55:27,0      |
| —       | Holger Baden         | Nie ukończył |
| —       | Tell Berna           | Nie ukończył |
| —       | George Bonhag        | Nie ukończył |
| —       | Jean Bouin           | Nie ukończył |
| —       | Joe Cottrill         | Nie ukończył |
| —       | Nils Dahl            | Nie ukończył |
| —       | Fritz Danild         | Nie ukończył |
| —       | Matti Harju          | Nie ukończył |
| —       | Edvin Hellgren       | Nie ukończył |
| —       | Karl Jensen          | Nie ukończył |
| —       | John Klintberg       | Nie ukończył |
| —       | William Kramer       | Nie ukończył |
| —       | Axel Lindahl         | Nie ukończył |
| —       | Aarne Lindholm       | Nie ukończył |
| —       | Henrik Nordström     | Nie ukończył |
| —       | Emmerich Rath        | Nie ukończył |
| —       | William Scott        | Nie ukończył |